# Porothamnium pobeguinii
Porothamnium pobeguinii là một loài Rêu trong họ Neckeraceae. Loài này được (Paris & Broth.) Broth. miêu tả khoa học đầu tiên năm 1909.